# 遠山新治
遠山 新治（とおやま しんじ、1917年 - 2006年5月25日）は、日本のヴァイオリニスト。浜村淳、中村鋭一らを擁する昭和プロダクションの創業者で、会長を務めた。
大阪府大阪市出身。ヴァイオリン奏者を経て、1962年芸能プロダクション「昭和プロダクション」を創業。関西を代表する芸能事務所に育て上げた。
2006年5月25日心筋梗塞のため死去。享年90。

## 文献
- 縁の下のバイオリン弾き―バンドマン遠山新治の物語（上田賢一著・青心社・2005年1月）ISBN 4878923040